# Frente do Don
A Frente do Don foi um grupo de exércitos do Exército Vermelho da União Soviética, durante a Segunda Guerra Mundial. O nome refere-se ao Rio Don, na Rússia, em cuja região a frente originalmente atuou.

## Formação

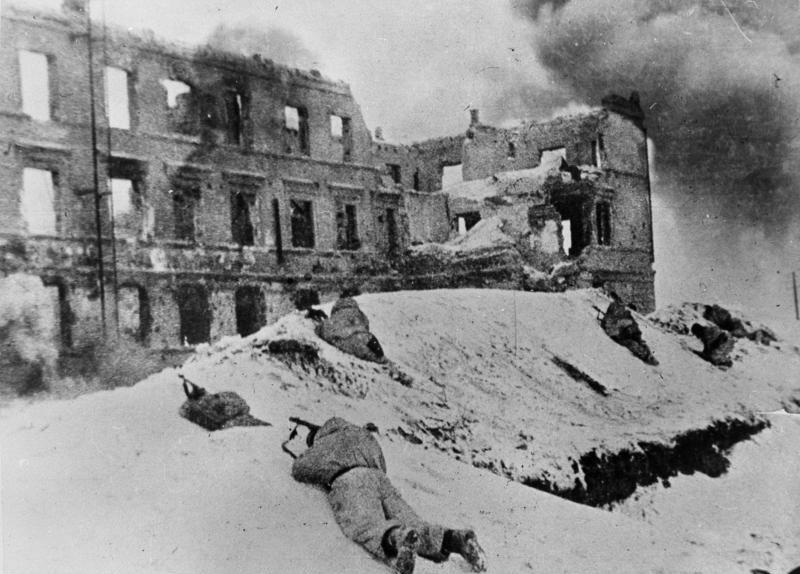
Soldados da Frente do Don em combate urbano em Stalingrado, em janeiro de 1943.

A frente foi criada por ordem da Stavka, o Supremo Alto Comando soviético, em 28 de setembro de 1942, a fim de formar uma estrutura de comando mais coesa para as forças soviéticas que lutavam em Stalingrado e em seus arredores. Naquela data, a Stavka ordenou: 
 A composição inicial da Frente do Don foi a seguinte:
- 1º Exército da Guarda.
- 21º Exército.
- 24º Exército.
- 63º Exército.
- 66º Exército.
- 4º Exército de Tanques.
- 16º Exército Aéreo.

O quadro de comando da nova frente veio quase inteiramente da Frente Briansk de Rokossovski, oficiais em quem ele confiava e que o seguiriam até que ele fosse ordenado a assumir o comando da Segunda Frente Bielorrussa, no final de 1944.